# Piotr Kuczma
Piotr Michajłowicz Kuczma, ros. Петр Михайлович Кучма (ur. 9 czerwca?/22 czerwca 1906 w Grigoriewce w guberni kijowskiej, zm. 30 grudnia 1980) – Ukrainiec, generał lejtnant lotnictwa Armii Radzieckiej, generał brygady Wojska Polskiego.

## Życiorys
W czasie II wojny światowej dowodził 211 Newelską Dywizją Lotnictwa Szturmowego. W marcu 1946 roku został mianowany generałem majorem lotnictwa. W okresie od 15 stycznia 1952 roku do 17 czerwca 1954 roku pełnił służbę w Wojsku Polskim na stanowisku zastępcy dowódcy Wojsk Lotniczych do spraw liniowych po czym powrócił do ZSRR. W 1954 roku został odznaczony Krzyżem Kawalerskim Orderu Odrodzenia Polski.